# NGC 302
NGC 302 је појединачна звезда у сазвежђу Кит која се налази на NGC листи објеката дубоког неба.
Деклинација објекта је - 10° 39' 44" а ректасцензија 0h 56m 25,2s. Привидна величина (магнитуда) објекта NGC 302 износи 14,8.